# Tumut
Tumut – miasto w Australii, w stanie Nowa Południowa Walia.